# Elizabeth Allen (Künstlerin)
Elizabeth Allen (* 1883 in London; † 1967 in Kent), auch bekannt unter dem Spitznamen „Queen“, war eine britische Künstlerin. Sie wurde in den 1960er-Jahren für ihre apokalyptisch-religiösen Bilder aus Stoff bekannt, die sie aus recycelten Materialien fertigte.

## Leben
Allen wurde in eine Schneiderfamilie in London geboren und wuchs in ärmlichen Verhältnissen auf. Aufgrund eines Klumpfußes und einer Wirbelsäulenverkrümmung war sie körperlich eingeschränkt. Sie erlernte das Schneiderhandwerk im Betrieb ihres Vaters. Ihr späteres Leben verbrachte sie zurückgezogen in einer einfachen Hütte auf dem Aperfield-Anwesen in Kent.
Erst in hohem Alter wurde ihr künstlerisches Werk durch die Kunststudentin Bridget Poole entdeckt, die Allens Bilder erstmals dokumentierte und öffentlich machte. Unterstützt durch Kunstdozenten wie Trevor Bell und Kit Twyford, wurde 1966 eine erste Ausstellung in der Crane Kalman Gallery in London organisiert. Es folgten weitere Ausstellungen im In- und Ausland.

## Werk
Allen schuf ihre Werke aus Stoffresten, hauptsächlich aus alter Kleidung, ergänzt durch industriell hergestellte Materialien wie Vilene. Ihre Bilder thematisieren apokalyptische, biblische und politische Motive. Zentrale Bezüge waren die Offenbarung des Johannes, apokryphe Schriften und tagespolitische Ereignisse, die sie durch Radio und Zeitung aufnahm. Skizzen fertigte sie keine an; die Kompositionen entstanden direkt beim Nähen.
Ihre Werke wurden vom Arts Council und internationalen Museen, unter anderem in São Paulo, angekauft. Nach der ersten Ausstellung entstanden mehr als 40 neue Werke. Diese zeichnen sich durch eine formale Reduktion, nuanciertere Farbwahl und dichter gesetzte Symbole aus.
Zu ihren bekanntesten Arbeiten zählen:
- The Three-Headed Eagle of Prophecy
- Alice in Jungle-land
- The Apocrypha, Second Book Esdras[2]
- Babylon Riding on the Great Red Dragon
- The Fish that Swallowed Jonah
- The Black Feet are Kicking
- Beetles Come and Go but Christ Remains Forever

## Rezeption
Allens Werk fand in den 1960er-Jahren breite Beachtung in der britischen Kunstszene. Nach ihrem Tod geriet sie weitgehend in Vergessenheit. In jüngerer Zeit wird sie vereinzelt als Vertreterin autodidaktischer, religiös motivierter Textilkunst rezipiert. Heute sind Werke Elizabeth Allens unter anderem in der Sammlung Zander in Köln zu sehen.